# Marja Meijer
Marja Meijer (Musselkanaal, 12 mei 1966) is een Nederlands illustratrice.

## Biografie

### Jeugd en opleiding
Meijer groeide op als jongste in een gezin van drie kinderen. Ze ging naar het Ubbo Emmius Lyceum in Stadskanaal en bezocht daarna de Hogeschool voor de Kunsten Constantijn Huygens in Kampen waar ze in 1989 afstudeerde. Later verhuisde ze naar Arnhem waar ze ging werken voor het grafisch bureau "Eset". Ze tekende toen veel voor dagbladen en kranten.

### Loopbaan
In 1992 verscheen haar eerste boek De gouden gans. Daarna kreeg ze veel opdrachten voor het het maken van illustraties van kinderboeken van onder andere Mirjam Mous, Stefan Boonen, Janneke Schotveld, Kris Wambacq en Corien Oranje. Broertje te koop en Met opa op de fiets kregen een Kiddo Leespluim
Ze geeft ook regelmatig voorleesdagen in bibliotheken en op basisscholen.